# Börries Gallasch
Börries Gallasch (1944–1981) là một phóng viên chiến tranh người Đức. Ông là phóng viên cho tờ Hamburger Abendblatt và từng đến Chile cùng một số nước Nam Mỹ để làm nhà báo tự do cho các ấn phẩm của Đức. Theo như Báo Tuổi Trẻ, ông được coi là "Chứng nhân phương Tây duy nhất trong Dinh Độc Lập ngày 30-4-1975".

## Cuộc đời
Börries Gallasch sinh ngày 24 tháng 2 năm 1944 tại Đức. Năm 1970, ông là phóng viên cho báo Hamburger Abendblatt. Ông sau đó làm nhà báo tự do viết tiếng Đức và đi nhiều nơi. Năm 1971,  Börries Gallasch quay lại Hamburg, Đức để làm việc tại báo Der Spiegel. Nhà báo Börries khá thông thạo 4 ngôn ngữ, bao gồm tiếng Pháp, Anh, Tây Ban Nha và tiếng Bồ Đào Nha.
Ngày 6 tháng 3 năm 1981, Börries Gallasch qua đời khi ông 37 tuổi vì căn bệnh ung thư dạ dày.

## Chứng nhân của cuộc chuyển giao quyền lực tại Việt Nam
Đầu năm 1975, đồng nghiệp của Börries Gallasch là Tiziano Terzani, phóng viên Đông Nam Á của Der Spiegel, rời Việt Nam thì Börries được yêu cầu đến Việt Nam thay thế. Sáng 30 tháng 4 năm 1975, khi Börries Gallasch đến Dinh Độc Lập thì xe tăng quân đội của cộng sản vẫn chưa đến. Khi ông Dương Văn Minh rời Dinh Độc Lập được đưa đến đài phát thanh để tuyên bố đầu hàng, Börries Gallasch đến gặp chính ủy Bùi Văn Tùng, nói bằng tiếng Pháp xin đi cùng. 
Ông Bùi Văn Tùng thảo lời đầu hàng cho ông Dương Văn Minh đọc. Nhưng ông Tùng lo ngại ông Minh khi phát sóng đọc khác nên mượn máy ghi âm của Börries Gallasch để ghi âm và phát. Ban đầu, máy ghi âm không hoạt động vì hết pin. Một người đã chạy đi đưa về bốn viên pin cho máy hoạt động. Do ông Minh đọc không mạch lạc trong lần đầu nên Börries Gallasch xóa đi và ghi lại. Sau đó nhân viên của đài phát thanh phát lời tuyên bố đầu hàng của ông Dương Văn Minh.
30 năm sau sự kiện 30 tháng 4 năm 1975, hầu như không ai biết nhà báo Börries Gallasch là ai. Ông Bùi Văn Tùng sau đó có viết một bài báo giải thích vì sao thảo lời đầu hàng cho ông Dương Văn Minh. Trong bài đó, ông Tùng có nhăc đến phóng viên người Tây Đức. Nhưng tên người phóng viên đã bị mất một số ký tự đặc biệt của tiếng Đức nên người phóng viên đó cũng chưa được tìm ra. Nhiều người liên quan đã gởi bức ảnh chụp nhà báo tại Dinh Độc Lập đang ngồi ghi âm cạnh ông Dương Văn Minh lên các diễn đàn báo chí của thế giới và đã tìm được ông với tên tác giả của cuốn sách Ho-Tschi-Minh-Stadt viết về cuộc chiến ở Việt Nam. Năm 2001 đại tá Bùi Văn Tùng tiếp bà Alice Kelley Gallasch, vợ ông Börries Gallasch thì nhà báo chiến tranh này mới được mọi người biết đến.

## Gia đình
Nhà báo Börries Gallasch có vợ là bà Alice Kelley Gallasch. Bà Alice Gallasch Kelley là nhà báo người Mỹ. Thời điểm bà gặp ông Börries Gallasch vào cuối những năm 1960, khi bà đang là sinh viên báo chí sang thực tập tại tờ báo Der Spiegel của CHLB Đức. Ngày 5 tháng 8 năm 1972, ông bà kết hôn tại New York, Mỹ- trước khi Börries Gallasch đến Việt Nam. Ông bà có 2 người con. Năm 1981, sau khi B.Gallasch qua đời, Alice Gallasch Kelley đưa 2 người con về Mỹ và làm việc cho tại báo ZDF Germany Television. Ngày 17 tháng 1 năm 2000, bà đi cùng đoàn Tổng thống Hoa Kỳ Bill Clinton sang Việt Nam trong vai trò nhà báo.
Bà Alice Kelley Gallasch khi nhắc về kỷ niệm với chồng mình:
"Dù được chẩn đoán chỉ sống thêm 5 tháng vào tháng 3-1976, nhưng anh đã sống thêm được 5 năm nữa. Đó là những năm hạnh phúc, ý nghĩa nhất của cuộc đời anh cũng như của tôi cho đến sau này.

## Tác phẩm
- "Thành phố Hồ Chí Minh giờ khắc số O", do Borries Gallasch Chủ biên, tập hợp từ bài viết của 9 nhà báo quốc tế khác viết về cuộc chiến tại Việt Nam.

Tháng 9 năm 1975, cuốn sách được xuất bản tại Tây Đức nguyên bản: Ho-Tschi-Minh-Stadt, Nhà xuất bản Rowohlt Rororo Reinbeck ở Hamburg, dầy 300 trang. 
Tạp chí Xưa và Nay tái bản và ra mắt vào ngày 30 tháng 4 năm 2010. Sách do Dương Đình Bá dịch từ nguyên bản tiếng Ðức theo sự ủy quyền của bà Alice Gallasch Kelley, vợ tác giả.

## Đánh giá
- | “ | ...Là một nhà báo, anh đã viết bài với tất cả sự chính trực, bỏ qua lợi ích cá nhân. Sự trung thực và rõ ràng của anh đã rất tác động đến người đọc... — Giáo sư Ralf Dahrendorf, giám đốc Học viện Kinh tế London. | ” |